# سمير المجاري
سمير المجاري ولد في حي سيدي عثمان بمدينة الدار البيضاء , المغرب هو كاتب أغاني مغربي. يعد واحداً من أهم كتاب الكلمات في المغرب. اقترن اسمه بالنجاح الذي حصدته أغنية انتي باغية واحد  التي ألفها واشتهر بها المغني المغربي سعد لمجرد والموزع الموسيقي المغربي دي جي فان.
قام المجاري بتأليف العديد من الأغاني لأبرز المغنيين في المغرب والعالم العربي حققت شهرة كبيرة ونسب مشاهدة عالية على موقع يوتيوب أمثال: أغنيتي انتي باغية واحد وأنا ماشي ساهل للمغني سعد لمجرد، أغنيتي كاينة ولاماكيناش وحبك تسونامي للمغني المغربي أحمد شوقي؛ أغنيتي ماشي رجولة و عندو الزين للمغنية أسماء لمنور، أغنية شدي ولدك علي للمغنية الشعبية زينة الداودية، أغنية الموجة للمغني المغربي الدوزي، أغنيتي ما عقلتش عليا ومعنكش للمغني اللبناني زياد برجي وآخرون.
تم توشيحه سنة 2016 بمناسبة الذكرى ال 53 لميلاد ملك المغرب محمد السادس في قصر مرشان بطنجة، بوسام المكافأة الوطنية من درجة فارس.

## أعماله
| الأغنية            | المغني                |
| ------------------ | --------------------- |
| انتي باغية واحد    | سعد لمجرد             |
| أنا ماشي ساهل      | سعد لمجرد             |
| كاينة ولاماكيناش   | أحمد شوقي             |
| حبك تسونامي        | أحمد شوقي             |
| قهوة               | أحمد شوقي             |
| صافي صافي          | أسماء لمنور           |
| ماشي رجولة         | أسماء لمنور           |
| عندو الزين         | أسماء لمنور           |
| شدي ولدك علي       | زينة الداودية         |
| عايشة حياتي        | لمياء الزايدي         |
| رسالة              | لمياء الزايدي         |
| حب مكملش           | لمياء الزايدي         |
| les femmes d'abord | لمياء الزايدي         |
| قلبي وعيني         | لمياء الزايدي         |
| الموجة             | الدوزي                |
| ما عقلتش عليا      | غازي الأمير           |
| معنكش              | زياد برجي             |
| الأيام             | إيهاب أمير            |
| جبت الربحة         | زكرياء الغفولي        |
| كلشي ديال الله     | حسناء زلاغ            |
| نخلقو السعادة      | فاطمة الزهراء العروسي |
| قلبي في خطر        | يوسف زين              |
| وكلت عليك الله     | إدهام                 |
| الحب الأول         | إدهام                 |
| آخر الأخبار        | وسيمة                 |
| هاد السيد          | وسيمة                 |
| دابا عاد كونجي     | أمين المهني           |
| خميس وجمعة         | أمين المهني           |
| كود بين            | أمين المهني           |
| أغنية حساب         | محسن صلاح الدين       |
| يحسد               | عمر بلمير             |
| حبيبي ولّع          | وسام علي              |
| أغنية يوم          | وداد فاضل             |
| وفاء               | يوسف زين              |
| عندي سؤال          | محمد الرافعي          |
| غنعيش              | سامي عبدو             |
| الصراحة راحة       | غاني قباج             |
| ليلى               | عزيز أفلاك            |
| أغنية هذا هو الحب  | أميمة امسعدي          |
| أغنية بنت حديدية   | جميلة                 |
| تعالى تشوف         | بلقيس                 |